# Senawar Jaya
Senawar Jaya is een bestuurslaag in het regentschap Musi Banyuasin van de provincie Zuid-Sumatra, Indonesië. Senawar Jaya telt 5275 inwoners (volkstelling 2010).